# 嶗山区
嶗山区（ろうざん-く）は、中華人民共和国山東省青島市南部に位置する市轄区。

## 行政区画
下部に5街道を管轄する。
- 中韓街道、沙子口街道、王哥荘街道、北宅街道、金家嶺街道

## 観光
- 嶗山風景区

## 友好都市
- アメリカ合衆国ミズーリ州コロンビア